# Triniochloa micrantha
Triniochloa micrantha là một loài thực vật có hoa trong họ Hòa thảo. Loài này được (Scribn.) Hitchc. miêu tả khoa học đầu tiên năm 1913.